# Associazione Sportiva Angizia Luco 1986-1987
Questa voce raccoglie le informazioni riguardanti l'Associazione Sportiva Angizia Luco nelle competizioni ufficiali della stagione 1986-1987.

## Rosa
| N. |                   | Ruolo | Calciatore               |
| -- | ----------------- | ----- | ------------------------ |
|    | Italia (bandiera) | C     | Silvio Argenio           |
|    | Italia (bandiera) | C     | Massimiliano Artibani    |
|    | Italia (bandiera) | D     | Domenico Baldacci (II)   |
|    | Italia (bandiera) | D     | Silvestro Baldacci (I)   |
|    | Italia (bandiera) | C     | Roberto Biondi           |
|    | Italia (bandiera) | P     | Marco Branchetti         |
|    | Italia (bandiera) |       | Capodacqua               |
|    | Italia (bandiera) | A     | Duilio D'Alessandro (II) |
|    | Italia (bandiera) | C     | Luigi D'Alessandro (I)   |
|    | Italia (bandiera) | A     | Stefano Desiderioscioli  |
|    | Italia (bandiera) | P     | Fiorenzo Di Benedetto    |
|    | Italia (bandiera) | C     | Orazio Di Loreto         |
|    | Italia (bandiera) |       | Donati                   |
|    | Italia (bandiera) | A     | Simone Fantozzi          |

| N. |                   | Ruolo | Calciatore          |
| -- | ----------------- | ----- | ------------------- |
|    | Italia (bandiera) | A     | Davide Farneti      |
|    | Italia (bandiera) | D     | Pietro Ferzoco      |
|    | Italia (bandiera) | C     | Alessandro Galli    |
|    | Italia (bandiera) | D     | Roberto Mancinelli  |
|    | Italia (bandiera) | D     | Alessandro Moroni   |
|    | Italia (bandiera) | C     | Fabio Mosca         |
|    | Italia (bandiera) | C     | Marino Murzilli     |
|    | Italia (bandiera) | A     | Massimo Papini      |
|    | Italia (bandiera) | C     | Giovanni Paris      |
|    | Italia (bandiera) | D     | Giorgio Pellegrini  |
|    | Italia (bandiera) | A     | Mauro Piciollo      |
|    | Italia (bandiera) | C     | Raffaele Roberto    |
|    | Italia (bandiera) | C     | Stefano Santirocchi |